# Еротославија
Еротославија: преображења Ероса у словенским књижевностима је књига српског фолклористе и проучаваоца књижевности Дејана Ајдачића. Књигу је 2013. године издала издавачка кућа "Албатрос плус" у "Библиотеци Албатрос" бр. 162. У књизи је објављено 22 текста, од којих је шест објављено први пут. Приказ ове књиге објавили су Михајло Пантић и Јелена Марићевић.

## Преводи
Кијевски издавач Tempora је објавио украјинско издање књиге под насловом "Еротославія: Перетворення Ероса у слов’янських літературах" 2015. године.  Књигу је превела Вероника Јармак. На промоцији украјинског издања књиге 23. јуна 2015. у кијевској књижари "Је" говорили су Тамара Гундорова, Павло Михед и Олена Дзјуба-Погребњак. Превод књиге на пољски језик је 2019. објавило Издавачко предузеже Универзитета у Лођу под наскловом "ErotoSlavia: O miłości i erotyce w literaturach słowiańskich". Текстове из књиге су превели Милан Пупезин, Милош Валигурски, Евелина Хаћа и Томаш Квока.